# Voïvodie de Krosno
La voïvodie de Krosno (en polonais Województwo krośnieńskie) était une unité de division administrative et un gouvernement local de Pologne entre 1975 et 1998.
En 1999, son territoire est intégré dans la Voïvodie des Basses-Carpates et la Voïvodie de Petite-Pologne.
Sa capitale était Krosno.

## Villes
Population au 31 décembre 1998 :
- Krosno – 50 227
- Sanok – 41 649
- Jasło – 39 055
- Ustrzyki Dolne – 10 331
- Brzozów – 7349
- Lesko – 5855
- Jedlicze - 5772
- Zagórz – 4741
- Biecz – 4547
- Rymanów – 3321
- Dukla – 2270
- Iwonicz-Zdrój – 1874

## Bureaux de district
Sur la base de la loi du 22 mars 1990, les autorités locales de l'administration publique générale, ont créé 3 régions administratives associant plusieurs municipalités.
- Jasło (Jasło, gmina Biecz, gmina Brzyska, gmina Dębowiec, gmnina Jasło, gmina Kołaczyce, gmina Krempna, gmina Lipinki, gmina Osiek Jasielski, gmina Nowy Żmigród, gmina Skołyszyn et gmina Tarnowiec)
- Krosno (Krosno, gmina Brzozów, gmina Chorkówka, gmina Domaradz, gmina Dukla, gmina Dydnia, gmina Haczów, gmina Iwonicz-Zdrój, gmina Jasienica Rosielna, gmina Jedlicze, gmina Korczyna, gmina Krościenko Wyżne, gmina Miejsce Piastowe, gmina Nozdrzec, gmina Rymanów et gmina Wojaszówka)
- Sanok (Sanok, gmina Baligród, gmina Besko, gmina Bukowsko, gmina Cisna, gmina Czarna, gmina Komańcza, gmina Lesko, gmina Lutowiska, gmina Olszanica, gmina Sanok, gmina Solina, gmina Tyrawa Wołoska, gmina Ustrzyki Dolne, gmina Zagórz et gmina Zarszyn)

## Évolution démographique
| année      | 1975    | 1980    | 1985    | 1990    | 1995    | 1998    |
| ---------- | ------- | ------- | ------- | ------- | ------- | ------- |
| population | 421 900 | 448 200 | 475 200 | 495 000 | 506 600 | 510 400 |